# Osthopis exocausta
Osthopis exocausta là một loài bướm đêm trong họ Noctuidae.